# Ružica Meglaj Rimac
Ružica Meglaj Rimac (Zagreb, 15. veljače 1941. – Zagreb, 11. srpnja 1996.), hrvatska košarkaška reprezentativka.

## Životopis
Rođena je 15. veljače 1941. u Zagrebu kao četvrto dijete Terezije i Josipa Meglaj. Otac Josip rođen je u Dobrom Dolu, a u Zagreb se doselio na izučavanje trgovačkog zanata, dok se majka Terezija doselila iz sela Artiče iz okolice Brežica. Roditelji su do 1945. imali trgovinu s mještovitom robom, koju im je država kao i svu imovinu nacionalizirala. Otac je nedjeljom branio vrata za Trgovački HŠK.
Godine 1959. završila je klasičnu gimnaziju u Križanićevoj ulici u Zagrebu. Kao diplomirana ekonomistkinja (1965.) izvršavala je zadatke planera-analitičara.
Sestra Kornelija također je igrala košarku, a brat Božidar bio je najprije gimnastičar u Trnju, zatim se bavio džudom i karateom, ali je nakon ozljede ruke prešao među skakače u vodu.
Od igranja se oprostila 1971. godine, posvetivši se obitelji i podizanju svojih sinova Slavena i Davora zajedno sa suprugom Matanom. Jedinstvena košarkaška obitelj, dva sina, majka i otac bili su prvacima Jugoslavije, Hrvatske, Švicarske, Turske, i Sjedinjenih Država. Slaven je igrao na Olimpijskim igrama 1996. u hrvatskom dresu.

### Košarkaška karijera
Sa sestrom Kornelijom zastupala je VI. gimnaziju. Od 1956. do 1971. igrala je u Industromontaži. U prvim danima igranja osvajala je naslov juniorskih prvakinja, a 1967. sa svojim klubom osvaja i seniorski naslov prvaka države.
U dokumentaciji Košarkaškog saveza nalazi se karton reprezentativke pod rednim brojem 48. Ukupno je imala 167 reprezentativnih nastupa. Reprezentativka je od svoje sedamnaeste godine, kada je nastupila na europskom prvenstvu u Poljskoj 1958. godine. Sedam je puta nastupila na europskim prvenstvima. Odigrala je na EP u Poljskoj tri utakmice uz mali učinak. Isti učinak bio je na europskom prvenstvu u Bugarskoj 1960. godine. Na prvenstvu u Francuskoj 1962. nastupila je na svim utakmicama. Na europskim prvenstvima u Mađarskoj 1964. i Rumunjskoj 1966., ostvarila je znatno veći učinak postignutih koševa. U zadnje četiri godine igranja, kao kapetanica reprezentacije osvojila je dvije medalje, srebrnu na EP u Messini (1968.) i brončanu na EP u Leeuwardenu (1970.) na kojem je postigla najviše koševa po utakmici od svih dotad odigranih prvenstava.
Sudjelovala je na dva svjetska prvenstva u Moskvi 1959. i u Limi 1964.
Na balkanskim je prvenstvima nastupila sedam puta i osvojila dvije srebrne i pet brončanih medalja.
Od reprezentativnog se dresa oprostila 1971. godine utakmicom s Čehoslovačkom u Roudnicama.
Klupska dokumentacija Ružice Meglaj bilježi 13 odigranih prevenstava države. Godine 1966. bila je najuspješniji strijelac u prvenstvu države (349 koševa). U zelenom dresu postigla je 3426 prvenstvenih koševa, tisuće neevidentiranih, igrala je u Kupu prvakinja (1968.)
1970. ju je dnevni športski list Sportske novosti proglasio za športašicu godine.
Svečano se oprostila od igranja 20 ožujka 1971. na utakmici sa sarajevskim Željezničarom uz čestitke svoje najbolje prijateljice i kasnije rekorderke u broju nastupa Olge Đoković
Od 1976.  do 1981. bila je član komisije FIBA za žensku košarku. Aktivno je sudjelovala u organizaciji utakmica ženskih Turnira veterana u Zagrebu od 1989. godine. Nekoliko je godina bila u članstvu Komisije za žensku košarku pri KSJ i u članstvima uprava K.K. Monting i K.K. Montaža.

## Nagrade i priznanja
- 1964. proglašena je za najboljeg športaša Trešnjevke
- 1966. dodijeljena joj je Medalja rada sa srebrnom zvijezdom
- 1968. Nagrada fizičke kulture grada Zagreba
- 1970. športski novinari izabrali su je za najboljeg športaša Hrvatske

## Kup Ružice Meglaj-Rimac
U spomen na Ružicu Meglaj Rimac u Hrvatskoj se svake godine održava košarkaško natjecanje pod imenom Kup Ružice Meglaj-Rimac.